# Alef-Thau
Alef-Thau (frz. Les Aventures d’Alef-Thau) ist eine frankobelgische Fantasy-Comicserie, die von Alejandro Jodorowsky getextet und Arno gezeichnet wurde. Die Geschichten erschienen erstmals von 1983 bis 1998.

## Inhalt
Auf dem archaischen Planeten Mu-Dhara wüten unterdrückerische Systeme. Der zunächst ohne Arme und Beine geborene Alef-Thau wird einer Legende nach zum Freiheitskämpfer des Planeten ausgerufen. Nach anfänglichen Erfolgen gegen die Unterdrücker lernt er die unsterbliche Diamantha kennen, die unter Einfluss von dem schwarzen Magier Astral gegen ihn kämpft, aber später mit ihm zusammen gegen die Aggressoren zu Felde zieht.

## Veröffentlichung
Die Serie erschien als zweite Comicserie von Alejandro Jodorowsky noch während seiner erfolgreichen Serie um den Incal. Durch den frühen Tod des Zeichners Arno (1961–1996) wurde der letzte Band von Al Covial gezeichnet.
Die Alben erschienen von 1983 bis 1998 bei Les Humanoïdes Associés. 2003–2004 erschienen zwei Sammelbände mit allen Geschichten. In Deutschland erschienen ab 1986 sechs Alben beim Carlsen Verlag, 2011 erschienen die zwei Sammelbände bei der Ehapa Comic Collection.

## Albenausgaben
1. Diamantha! (1983)
2. Der Verrat (1984)
3. Das Schwert (1986)
4. Planet der Illusionen (1988)
5. Der Meisterzirkel (1989)
6. Auf dem Weg in die Wirklichkeit (1991)
7. Die Pforte der Wahrheit (1994)
8. Der Triumpf des Träumers (1998)

## Rezeption
In seinem Comic-Lexikon befindet Andreas C. Knigge: Arnos liebevoll detaillierte Zeichnungen, elegant kombiniert und gekonnt stimmungsvoll koloriert, sind stark beeinflusst von Moebius und Régis Loisel. In Jodorowsky hat er einen idealen Szenaristen für diese am New Age-Boom und an J. R. R. Tolkien orientierte Serie gefunden.